# Hryhori Hladi
Hryhori Hladi o Gregory Hlady (en ucraïnès, Григорій Степанович Гладій, Hryhoriy Stepanovych Hladiy; nascut a Khorostkiv, el 4 de desembre de 1954) és un actor de teatre i cinema ucraïnès. Ha aparegut en més de 80 pel·lícules i programes de televisió des de 1973.

## Biografia
Va estudiar a Ucraïna i Rússia, on va coincidir amb els grans noms del teatre d'Europa de l'Est com Grotowsky, Vaitkus, Lubimov, Niecrocius i Barba. Es va graduar en interpretació a l'Institut Nacional Karpenko-Kary de Teatre, Cinema i Televisió de Kíiv el 1976. Va debutar al Teatre Nacional Taras-Xevtxenko de Khàrkiv i durant la dècada de 1980, es va incorporar al Teatre de la Joventut de Kíev, després al Teatre dramàtic nacional de Kaunas a Lituània. Com a alumne d'Anatoli Vassiliev, va obtenir el seu diploma de direcció a l'Institut de Teatre de Moscou (GITIS el 1989). Després es va unir a la companyia de l'Escola d'Art Dramàtic Vasiliev de Moscou i es va convertir en l'actor favorit del seu mestre.
En la dècada del 1980 va participar en el cinema. El 1988 va protagonitzar Otstupnik de Valeri Rubintxik, amb la que va guanyar el Premi al millor actor al XXI Festival Internacional de Cinema Fantàstic de Sitges. I el 1995 va protagonitzar Muzika dlia dekabria d'Ivan Dikhovitxni, que es va projectar a la secció Un Certain Regard al 48è Festival Internacional de Cinema de Canes. Poc després es va traslladar a Mont-real, on ha continuat fent teatre.

## Filmografia selecta
- 1974: V boy idut odni "stariki"
- 1980: Dudaryky
- 1981: Taka piznia, taka tepla osinʹ
- 1982: Preodolenie
- 1985: Vozvraixtxenie Batterfliai
- 1986: Obviniaetsia svadba
- 1986: Mama, rodnaia, liubimaia...
- 1987: Otstupnik
- 1988: Voidite, strajduixtxie!
- 1988: Fantastitxeskaia istoriia
- 1989: Sirano de Berjerak
- 1990: Leningrad. Noyabr
- 1990: Vospominanie bez dati
- 1991: Halálutak és angyalok
- 1991: Anna Karamazoff
- 1991: Slomanni svet
- 1991: Prosti nas, matxekha-Rossia
- 1992: La bête de foire - Borkine
- 1994: Mouvements du désir
- 1994: La senyora Parker i el cercle viciós
- 1994: Agnes Dei
- 1995: Muzika dlia dekabria
- 1995: Bullet to Beijing (telefilm)
- 1996: L'homme idéal - Lazslo
- 1997: Hysteria
- 1997: Strip Search
- 1997: Les mille merveilles de l'univers
- 1997: Caça al terrorista
- 1998: The Red Violin
- 1998: Quelque chose d'organique
- 1998: Musketeers Forever - Lead Russian Mobster
- 1999: Running Home - Truba
- 1999: Laura Cadieux... la suite
- 2000: Neskorenyi
- 2002: The Sum of All Fears
- 2002: Le Marais
- 2003: La Face cachée de la lune
- 2003: Spinning Boris
- 2004: Jack Paradise : Les nuits de Montréal
- 2004: Manners of Dying
- 2005: The Iris Effect
- 2006: Délivrez-moi
- 2006: Gadkiye lebedi
- 2006: The Point
- 2006: Pourquoi le dire?
- 2008: Akme
- 2010: L'appât
- 2011: Noch na zakate leta
- 2013: Diego Star
- 2013: Jappeloup
- 2014: X-Men: Days of Future Past
- 2015: The Forbidden Room
- 2015: Occupation
- 2015: The Name You Carry
- 2016: Seances
- 2017: Zradnyk
- 2017: Gear

## Teatre

### Actor
- Eugène Onéguine Jonas Vaitkus / Dramatic russian art theatre of Lituanie / (2013 to 2014)
- Un tramway nommé Désir Alexandre Marine / Th. du Rideau Vert / (2009)
- Mozart et Salieri Anatoly Vassiliev / Tour : Amsterdam and Avignon / (2006)
- L'Autre Paula De Vasconcellos / Pigeons International / Usine C / Tour: Portugal, Germany, Vancouver / (2001 to 2002)

### Director
- The Gambler  Fyodor Dostoyevsky/ Prospero, Montréal, Canada (2016)
- The Dance of Death  August Strindberg/ Prospero Montréal, Canada (2012)
- The Wedding Bertolt Brecht / Prospero	Montréal, Canada (2011)
- Heart of a Dog Mikhail Bulgakov / Prospero Montréal, Canada (2008)
- Le Roi se Meurt Eugene Ionesco / La Veillée Montréal, Canada (1994)
- Le Retour Harold Pinter / La Veillée Montréal, Canada (1992)
- Amerika Franz Kafka / La Veillée Montréal, Canada (1992)